# Amfidamas (syn Likurga)
Amfidamas – syn Likurga, króla Tegei. Postać z mitologii greckiej.
Amfidamas był synem Likurga, króla Tegei i Kleofyle (lub Euronyme). Miał trzech braci Ankajosa, Epochosa i Iasosa. Według Apolloniusza Rodyjskiego wziął udział w wyprawie Argonautów, przy czym Apolloniusz uważa go za brata Cefeusza, syna Aleosa. Sternikiem tej wyprawy był, według zgodnego świadectwa Apolloniusza i Apollodora, brat Amfidamasa Ankajos. Amfidamas był ojcem Melaniona, który poślubił córkę jego brata Iasosa, Atalantę. Amfidamas miał też dwie córki: Artibia (lub Antibia) została żoną władcy Myken Stenelosa, Antimache wyszła za Eurysteusa.